# مبنى بلدية أوميو
مبنى بلدية أوميو (بالسويدية: Umeå rådhus) يقع في مدينة أوميو، وقد بني بعد الحريق الذي وقع في عام 1888 والذي أحرق المدينة. شيد المبنى على نفس موقع مبنى البلدية السابق (الذي بني في حوالي العقد 1600) واكتمل في عام 1890. وكان المهندس المعماري للمبنى هو فريدريك أولاوس ليندستروم من ستوكهولم. وفي خطة لتنمية المناطق العمرانية الجديدة أعطى ليندستروم قاعة المدينة مكان بارز بجانب ضفة النهر، وأصبحت الواجهة الرئيسية تواجه الجنوب عبر ميناء على نهر أوميو (الذي كان لا يزال للملاحة في ذلك الوقت، وكان يستعمل كنقطة رئيسية في في الوصول إلى المدينة).

## معرض الصور

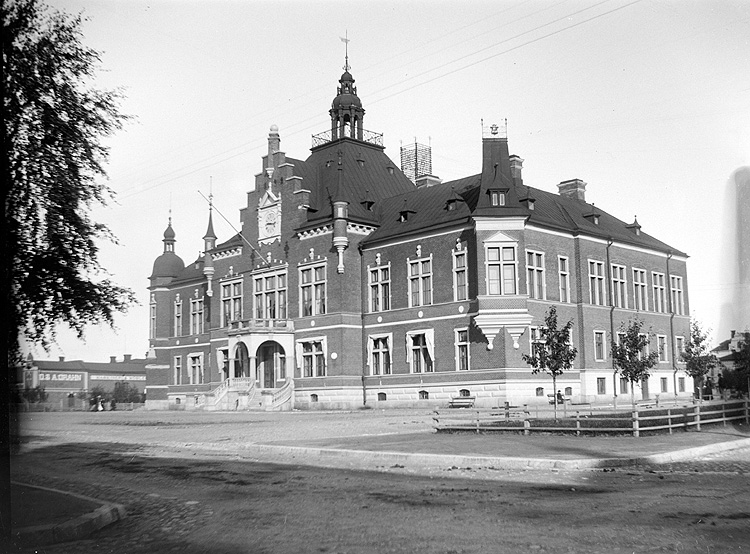
مبنى البلدية عام 1902.
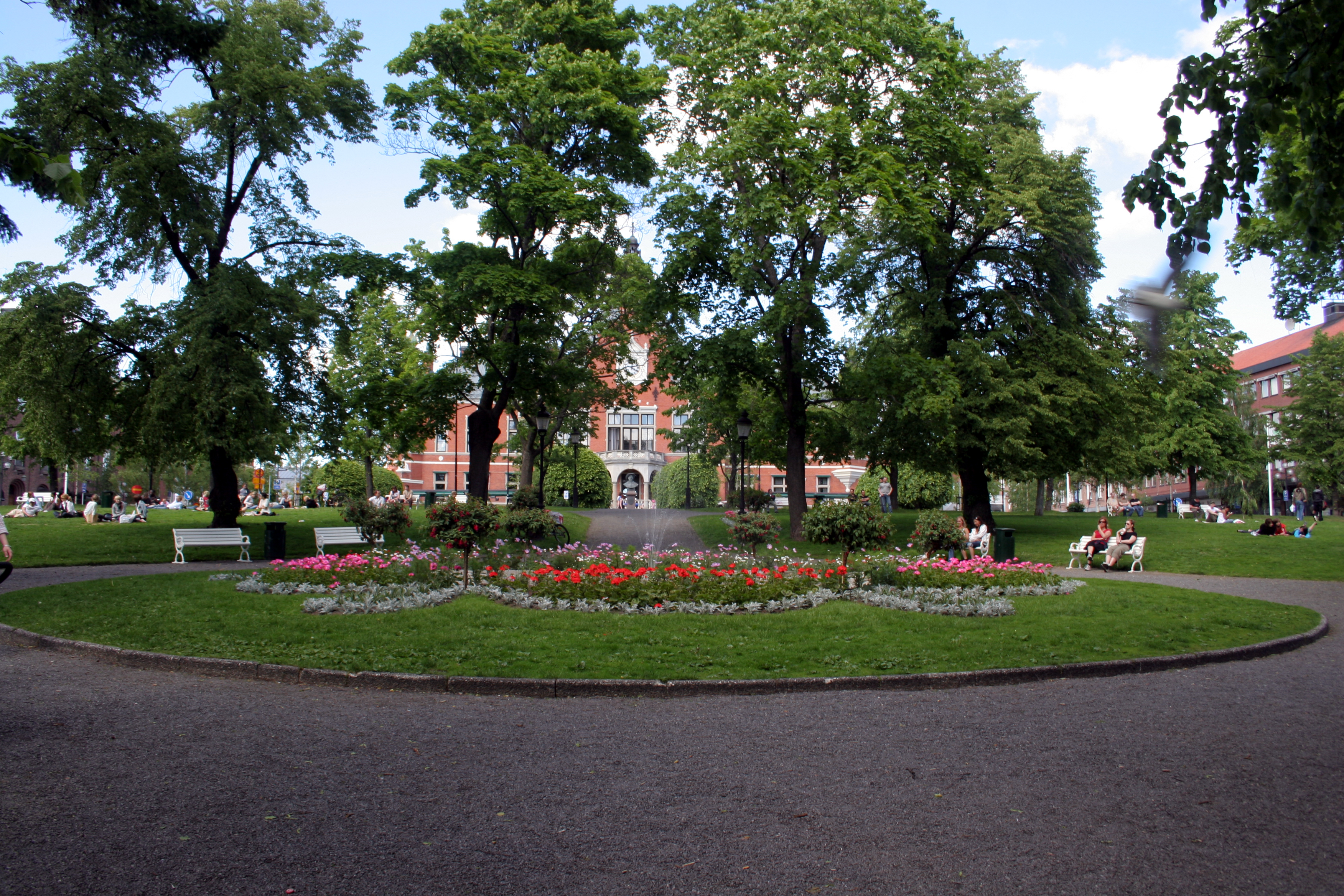
ساحة مبنى البلدية.
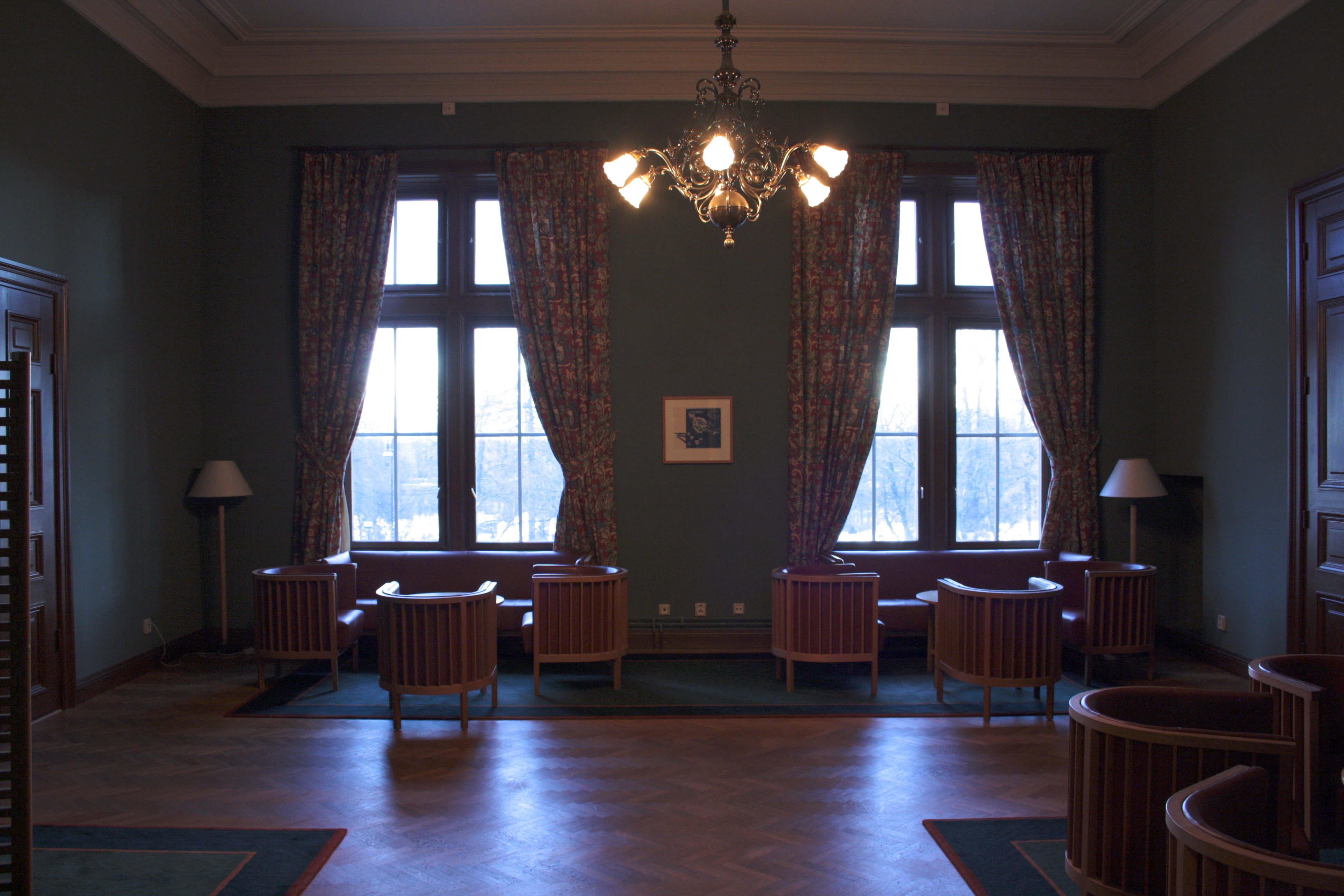
غرفة التوأمة.